# Nafanajil (Krykota)
Nafanajil (světským jménem: Petro Hryhorovyč Krykota; * 12. července 1959, Zaljuttja) je ukrajinský duchovní Ukrajinské pravoslavné církve Moskevského patriarchátu a metropolita volyňský a lucký.

## Život
Narodil se 12. července 1959 ve vesnici Zaljutta Volyňské oblasti.
Studoval na odborném technickém učilišti a od roku 1977 sloužil v řadách Sovětské armády. Od roku 1980 studoval na Oděském duchovním semináři a poté na Moskevské duchovní akademii. Dne 12. prosince 1985 byl přijat mezi bratry Trojicko-sergijevské lávry, kde byl 31. března 1986 postřižen na monacha se jménem Nafanajil.
Dne 22. května 1986 jej arcibiskup vladimirský a suzdalský Serapion (Fadějev) rukopoložil na jerodiákona a 7. prosince na jeromonacha. Dne 23. srpna 1988 byl poslán do oděské eparchie, kde začal přednášet na duchovním semináři.
Dne 8. dubna 1990 byl povýšen na igumena a 6. ledna 1996 na archimandritu. Od 15. dubna 1997 byl rektorem Počajivského duchovního semináře.
Dne 19. května 1998 se stal členem Synodní bohoslovecké komise a 26. února 2010 bohoslovecko-kanonické komise.
Dne 24. června 2015 jej Svatý synod Ukrajinské pravoslavné církve zvolil biskupem šumským a vikářem ternopilské eparchie. Biskupská chirotonie proběhla 5. srpna v Počajivské lávře. Hlavním světitelem byl metropolita kyjevský a celé Ukrajiny Onufrij (Berezovskyj).
Dne 29. ledna 2016 byl ustanoven biskupem kamiň-kašyrským a vikářem volyňské eparchie. Od 18. října 2016 se stal eparchiálním biskupem volyňské eparchie.
Dne 17. srpna 2019 byl povýšen na arcibiskupa a 17. srpna 2023 na metropolitu.